# James McVey
James Daniel McVey (Chester, 30 de abril de 1994) é um cantor, compositor, instrumentista, modelo, YouTuber e filantropo britânico mais conhecido por ser o guitarrista principal e vocalista de apoio da banda pop britânica The Vamps.

## Biografia e carreira musical

### Vida pessoal
McVey nasceu em Chester, Inglaterra em 30 de abril de 1994 e mudou-se aos 6 anos para Bournemouth, onde viveu com seus pais e sua irmã mais nova Sophie até meados de agosto de 2016, quando decidiu se mudar para Londres. Começou a tocar violão por volta dos 12 anos de idade, influenciado pelo seu professor de música e bandas como The Kooks e Good Charlotte.

### Carreira solo
McVey começou a enviar covers para o YouTube aos 14 anos, inicialmente no canal AdorablySmall com sua amiga Beth e logo mais tarde em seu próprio canal. Na época do primeiro canal, McVey era vocalista da banda 5:01 mas não demorou muito a seguir carreira solo. Lançou seu primeiro EP, Who I Am, em 05 de dezembro de 2009  e o segundo, Letters To You, em 12 de janeiro de 2010. 

### The Vamps
Quando descoberto por Joe O'Neill e Richard Rashman, da Prestige Managment, em 2011, McVey decidiu que queria formar uma banda e saiu à procura de outros integrantes. Em 26 de outubro de 2011, McVey encontrou Brad Simpson cantando "Lego House" do cantor britânico Ed Sheeran no YouTube e entrou em contato com o mesmo imediatamente através do facebook. Os dois logo começaram a se encontrar para compor na casa de Simpson e decidiram que a banda se chamaria The Vamps depois de analisarem vários nomes para a mesma. Em janeiro de 2012, McVey encontrou Tristan Evans no facebook através de um amigo em comum e depois de assistir um vídeo do mesmo tocando bateria, decidiu chamá-lo para ser baterista da banda. Em 2 de agosto de 2012, The Vamps enviou seu primeiro cover, "Vegas Girl" do cantor britânico Conor Maynard, ao YouTube e conseguiu uma legião de fãs em poucos meses. Após serem contratados pela gravadora Mercury Records em novembro de 2012, The Vamps começou a procurar por um baixista e então encontrou Connor Ball através de um amigo em comum no facebook. Atualmente, The Vamps lançou dois álbuns de estúdio e lançará o terceiro em 2017.

## Carreira de modelo
Em março de 2015, a agência de modelos Storm Models anunciou ter contratado os quatro integrantes da The Vamps. Desde então, a banda já foi capa de revistas como Fabulous Magazine, Notion Magazine e 1883 Magazine.

## YouTube
No dia 21 de setembro de 2015, McVey enviou o seu primeiro vídeo para seu novo canal do YouTube, falando algumas curiosidades sobre si mesmo.  Logo então, começou a enviar vídeos dando conselhos sobre diversos assuntos, mostrando a rotina da banda e falando sobre causas sociais.

## Escrita
No final de 2015, McVey anunciou que estava escrevendo um livro. Alguns meses depois, em 2016, ele comentou sobre o mesmo, dizendo que "é uma aventura de ficção científica futurística inspirada no livro 1984 de George Orwell". Ele pretende lançá-lo até o final de 2017.

## Filantropia
Em abril de 2015, McVey anunciou que tinha se tornado um dos "embaixadores" da AntiBullying Pro, uma organização contra bullying. Em 21 de outubro do mesmo ano, foi divulgada uma campanha que McVey fez junto ao PETA para incentivar as pessoas a adotarem animais ao invés de comprá-los.
Em agosto de 2016, McVey iniciou uma campanha com a Centrepoint UK a fim de arrecadar dinheiro para jovens sem teto. Foram criados dois modelos de camisetas, uma com uma estampa que dizia "spread love" (espalhe amor) e outra que dizia "love all, love everywhere" (ame tudo, ame em todo lugar), que foram vendidos no site da instituição. A campanha durou algumas semanas e arrecadou mais de 10 mil libras. Em outubro do mesmo ano, foi divulgada outra campanha para o PETA, dessa vez incentivando o vegetarianismo.

## Composição
James McVey escreveu e co-escreveu toda a sua discografia, além de co-escrever a maioria das canções da The Vamps. Dentre elas destaca-se "Move My Way", canção que foi escrita quando ele tinha por volta de 15 anos (2009) e que além de estar em seus dois EP's, foi reutilizada pela banda em seu álbum de estreia (2014). Ele também co-escreveu uma canção para o cantor irlandês Ronan Keating.

### Créditos como compositor
| Título                           | Artista                                                           | Álbum                                                                             | Ano                | Notas         |
| -------------------------------- | ----------------------------------------------------------------- | --------------------------------------------------------------------------------- | ------------------ | ------------- |
| "All Eyes On You"                | James McVey                                                       | Letters To You (EP)                                                               | 2010               |               |
| "All Night"                      | The Vamps e Matoma                                                | Night & Day (Night Edition)                                                       | 2016               | Co-compositor |
| "Another World"                  | The Vamps                                                         | Meet the Vamps                                                                    | 2014               | Co-compositor |
| "Be With You"                    | The Vamps                                                         | Wake Up                                                                           | 2015               | Co-compositor |
| "Beliya"                         | Vishal-Shekhar (com participação de The Vamps)                    | Beliya (single)                                                                   | 2016               | Co-compositor |
| "Boy Without A Car"              | The Vamps                                                         | Wake Up                                                                           | 2015               | Co-compositor |
| "Brightest of Colours"           | James McVey                                                       | Who I Am (EP)                                                                     | 2009               |               |
| "Burn"                           | The Vamps                                                         | Wake Up                                                                           | 2015               | Co-compositor |
| "Cheater"                        | The Vamps                                                         | Wake Up                                                                           | 2015               | Co-compositor |
| "Coming Home"                    | The Vamps                                                         | Wake Up (Edição deluxe)                                                           | 2015               | Co-compositor |
| "Cupid's Bow"                    | James McVey                                                       | Letters To You (EP)                                                               | 2010               |               |
| "Dangerous"                      | The Vamps                                                         | Meet the Vamps                                                                    | 2014               | Co-compositor |
| "Fall"                           | The Vamps                                                         | Meet the Vamps (Edição deluxe)                                                    | 2014               | Co-compositor |
| "For Sun and Rain"               | James McVey                                                       | Who I Am (EP)                                                                     | 2009               |               |
| "Girls On TV"                    | The Vamps                                                         | Meet the Vamps                                                                    | 2014               | Co-compositor |
| "Golden"                         | The Vamps                                                         | Meet the Vamps (Edição deluxe)                                                    | 2014               | Co-compositor |
| "Half Way There"                 | The Vamps                                                         | Wake Up (Edição deluxe)                                                           | 2015               | Co-compositor |
| "Hands"                          | Mike Perry, The Vamps e Sabrina Carpenter                         | Night & Day (Night Edition)                                                       | 2017               | Co-compositor |
| "High Hopes"                     | The Vamps                                                         | Meet the Vamps                                                                    | 2014               | Co-compositor |
| "History"                        | James McVey                                                       | Letters To You (EP)                                                               | 2010               |               |
| "Hoping For Snow"                | The Vamps                                                         | Meet the Vamps (Edição de natal)                                                  | 2014               | Co-compositor |
| "Hurricane"                      | The Vamps                                                         | Meet the Vamps (Edição norte-americana) e Oh Cecilia (Breaking My Heart) (single) | 2014               | Co-compositor |
| "I Found A Girl"                 | The Vamps versão solo e single com participação de OMI            | Wake Up (versão solo)                                                             | 2015               | Co-compositor |
| "Lovestruck"                     | The Vamps                                                         | Meet the Vamps                                                                    | 2014               | Co-compositor |
| "Million Words"                  | The Vamps                                                         | Wake Up                                                                           | 2015               | Co-compositor |
| "Move My Way"                    | James McVey / The Vamps                                           | Who I Am (EP), Letters To You (EP) e Meet the Vamps                               | 2009 / 2010 / 2014 |               |
| "Oh Cecilia (Breaking My Heart)" | The Vamps (versão solo e single com participação de Shawn Mendes) | Meet the Vamps                                                                    | 2014               | Co-compositor |
| "On The Floor"                   | The Vamps                                                         | Meet the Vamps (Edição deluxe)                                                    | 2014               | Co-compositor |
| "Peace of Mind"                  | The Vamps                                                         | Wake Up (Edição deluxe)                                                           | 2015               | Co-compositor |
| "Risk It All"                    | The Vamps                                                         | Meet the Vamps                                                                    | 2014               | Co-compositor |
| "Runaway"                        | The Vamps                                                         | Wake Up Edição deluxe                                                             | 2015               | Co-compositor |
| "Same To You"                    | The Vamps                                                         | Night & Day (Night Edition)                                                       | 2017               | Co-compositor |
| "She Was The One"                | The Vamps                                                         | Meet the Vamps                                                                    | 2014               | Co-compositor |
| "Shine Like Gold"                | Ronan Keating                                                     | Time of My Life                                                                   | 2016               | Co-compositor |
| "Shout About It"                 | The Vamps                                                         | Meet the Vamps                                                                    | 2014               | Co-compositor |
| "Sleighing in The Snow"          | The Vamps                                                         | Meet the Vamps (Edição de natal)                                                  | 2014               | Co-compositor |
| "Stay Here"                      | The Vamps                                                         | Wake Up (EP)                                                                      | 2015               | Co-compositor |
| "Stolen Moments"                 | The Vamps                                                         | Wake Up                                                                           | 2015               | Co-compositor |
| "Who I Am"                       | James McVey                                                       | Who I Am (EP)                                                                     | 2009               | Co-compositor |
| "Wild Heart"                     | The Vamps                                                         | Meet the Vamps                                                                    | 2014               | Co-compositor |
| "Windmills"                      | The Vamps                                                         | Wake Up                                                                           | 2015               | Co-compositor |
| "Words (Don't Mean A Thing)"     | The Vamps                                                         | Wake Up (Edição japonesa) e I Found A Girl (CD1)                                  | 2015               | Co-compositor |
| "Worry"                          | The Vamps                                                         | Wake Up (Edição deluxe)                                                           | 2015               | Co-compositor |
| "Written Off"                    | The Vamps                                                         | Wake Up (Edição deluxe)                                                           | 2015               | Co-compositor |
| "You"                            | James McVey                                                       | Who I Am (EP)                                                                     | 2009               |               |

## Discografia
Extended plays lançados em carreira solo
- Who I Am (2009)[3]

1. For Sun and Rain
2. Who I Am
3. Move My Way
4. You
5. Brightest of Colours

- Letters to You (2010)[4]

1. All Eyes on You
2. Cupid's Bow
3. Move My Way
4. History

Álbuns lançados com The Vamps
- Meet the Vamps (2014)
- Wake Up (2015)
- Night & Day (2017)